# 名倉巧
名倉 巧（なぐら たくみ、1998年6月3日 - ）は、東京都足立区出身のプロサッカー選手。Jリーグ・V・ファーレン長崎所属。ポジションはミッドフィールダー（MF）。
姉はタレント、歌手、エアギタリストの名倉七海。

## 来歴

### プロ入り前
幼稚園からサッカーを始めた。小柄な体格を補うべく技術を磨き、2011年にFC東京U-15深川へ加入。中学3年時には背番号10を背負いU-15クラブユース選手権で準優勝したが、U-18へは昇格できなかった。
2014年、國學院大學久我山高校へ進学。技術と判断力の高さを武器に トップ下でプレー。2年次に出場した全国高校サッカー選手権では、無得点ながらも ドリブルによる打開と パスサッカーの中心として連動性をもたらす働きで 攻撃を牽引し準優勝。優秀選手に選出された。3年次には主将を務めた。

### FC琉球
関東大学リーグでのプレーを考えていたが、高校の先輩富樫佑太が在籍するFC琉球加入を決め、2017年1月に同クラブ加入が発表された。同月、クラブ側の契約までの手続きや確認不足等の不備により加入内定が一旦取り下げられたが、同年3月末に正式加入決定。専修大学進学も決まり、学業と併行してプレーすることとなった。4月1日、J3第4節G大阪U-23戦で早速先発出場、Jリーグ初出場にして2得点を挙げる活躍を見せた

### V・ファーレン長崎
2018年より、V・ファーレン長崎へ完全移籍。

### ベガルタ仙台
2022年、ベガルタ仙台へ期限付き移籍。

### V・ファーレン長崎
2023年、V・ファーレン長崎に復帰。
2025年7月23日、体内に悪性腫瘍が発見されたことによる病気療養の為、長期の離脱がクラブより公表された。今後は回復にむけて化学療法を行う予定。

## 所属クラブ
- FC LEEZU
- FC東京U-15深川
- 國學院大學久我山高等学校
- 2017年3月 - 同年12月 FC琉球
- 2018年 - V・ファーレン長崎
  - 2022年 ベガルタ仙台（期限付き移籍）

## 個人成績
| 国内大会個人成績 | 国内大会個人成績 | 国内大会個人成績 | 国内大会個人成績 | 国内大会個人成績 | 国内大会個人成績 | 国内大会個人成績 | 国内大会個人成績 | 国内大会個人成績 | 国内大会個人成績 | 国内大会個人成績 | 国内大会個人成績 |
| 年度             | クラブ           | 背番号           | リーグ           | リーグ戦         | リーグ戦         | リーグ杯         | リーグ杯         | オープン杯       | オープン杯       | 期間通算         | 期間通算         |
| 年度             | クラブ           | 背番号           | リーグ           | 出場             | 得点             | 出場             | 得点             | 出場             | 得点             | 出場             | 得点             |
| 日本             | 日本             | 日本             | 日本             | リーグ戦         | リーグ戦         | リーグ杯         | リーグ杯         | 天皇杯           | 天皇杯           | 期間通算         | 期間通算         |
| ---------------- | ---------------- | ---------------- | ---------------- | ---------------- | ---------------- | ---------------- | ---------------- | ---------------- | ---------------- | ---------------- | ---------------- |
| 2017             | 琉球             | 28               | J3               | 22               | 4                | -                | -                | 1                | 0                | 23               | 4                |
| 2018             | 長崎             | 34               | J1               | 3                | 0                | 6                | 1                | 0                | 0                | 9                | 1                |
| 2019             | 長崎             | 34               | J2               | 0                | 0                | 8                | 0                | 1                | 1                | 9                | 1                |
| 2020             | 長崎             | 14               | J2               | 27               | 5                | -                | -                | -                | -                | 27               | 5                |
| 2021             | 長崎             | 14               | J2               | 25               | 3                | -                | -                | 1                | 0                | 26               | 3                |
| 2022             | 仙台             | 28               | J2               | 31               | 4                | -                | -                | 1                | 0                | 32               | 4                |
| 2023             | 長崎             | 14               | J2               | 17               | 0                | -                | -                | 0                | 0                | 17               | 0                |
| 2024             | 長崎             | 14               | J2               | 16               | 1                | 1                | 0                | 3                | 1                | 20               | 2                |
| 2025             | 長崎             | 14               | J2               |                  |                  |                  |                  |                  |                  |                  |                  |
| 通算             | 日本             | 日本             | J1               | 3                | 0                | 6                | 1                | 0                | 0                | 9                | 1                |
| 通算             | 日本             | 日本             | J2               | 116              | 12               | 9                | 0                | 6                | 2                | 131              | 15               |
| 通算             | 日本             | 日本             | J3               | 22               | 4                | -                | -                | 1                | 0                | 23               | 4                |
| 総通算           | 総通算           | 総通算           | 総通算           | 141              | 17               | 15               | 1                | 7                | 2                | 163              | 20               |

出場歴
- Jリーグ初出場・初得点 - 2017年4月1日 J3第4節 vsガンバ大阪U-23（沖縄県総合運動公園陸上競技場）

## タイトル
- 全国高等学校サッカー選手権大会 優秀選手 (2015年[7])